# Krzysztof Kłopotowski
Krzysztof Kłopotowski (ur. 1946) – polski dziennikarz i krytyk filmowy.

## Życiorys
Z wykształcenia jest historykiem. W latach 70. był dziennikarzem czasopisma „Literatura”. W latach 1987–1999 przebywał w Nowym Jorku. Współpracował wtedy z TVP. Po powrocie był felietonistą czasopism „Cinema” i „Film”. Zamieszczał również artykuły w prasie.
Wykładowca w Wyższej Szkole Dziennikarskiej im. Melchiora Wańkowicza w Warszawie.
Jest autorem książek Kancer. Szkice o kulturze socjalizmu realnego (1987), Obalanie idoli (2004) i Geniusz Żydów na polski rozum (Wydawnictwo Fronda, 2015, ISBN 978-83-64095-95-5).
Prowadził program filmowy „Kinematograf” w TVP1 i „KinoRozmównica” w TV Puls. Pisuje również felietony do weekendowych wydań „Rzeczpospolitej” oraz w internetowych portalach Salon24.pl i WPolityce.pl. W kanale TVP Historia prowadził cykliczne audycje Historia i film – dyskusje nad filmami oraz serialami produkowanymi w czasach PRL-u, mające ukazać ich genezę i cel oraz ujawnić zawarte w nich przekłamania. W 2008 roku równolegle z emisją serialu Czterej pancerni i pies prowadził audycje z komentarzem mającym na celu przedstawienie tła historycznego, weryfikację przedstawionych faktów i ewentualne odkłamanie ich. Od jesieni 2013 w Telewizji Republika omawia premiery kinowe w magazynie autorskim pt. „Magazyn filmowy – Krzysztof Kłopotowski recenzuje”. Od 2 września 2017 wraz z Jakubem Morozem współprowadzi program Dranie w kinie na antenie TVP Kultura, w którym obaj recenzują filmy.
Został członkiem kapituły Nagrody im. Jacka Maziarskiego.